# Saint-Loup, Charente-Maritime

Saint-Loup este o comună în departamentul Charente-Maritime, Franța. În 1 ianuarie 2022 avea o populație de 312 de locuitori.